# Bandeira de Ontário
A atual Bandeira de Ontário foi decretada como a oficial Bandeira da província canadense de Ontário pelo Flag Act em 21 de maio de 1965. A bandeira é um Pavilhão Vermelho britânico, com a União Jack na parte superior esquerda e o escudo de Ontário no centro da parte direita.
Antes de 1965, o Pavilhão Vermelho Canadense tinha tremulado nos edifícios da legislatura e do governo. Naquele ano, o governo federal, depois de um longo debate, decidiu substituir o Pavilhão Vermelho pela atual Bandeira do Canadá. Esta decisão foi especialmente desaprovada pelos habitantes rurais, que eram a base política do primeiro-ministro John Robarts.
Robarts propôs que Ontário deveria ter sua própria bandeira e que deveria ser um Pavilhão Vermelho como a bandeira canadense anterior. A única diferença é que o Brasão de Armas canadense deveria ser substituído por um de Ontário. Enquanto Robarts insistia que em aprovar a nova bandeira nacional, sentia a bandeira como um importante símbolo que refletia a herança britânica de Ontário e os sacrifícios feitos pelas tropas canadenses sob o Pavilhão.
Os canadenses estavam cansados do longo debate sobre a bandeira nacional e os líderes do Partido Liberal de Ontário decidiram aprovar a bandeira. A única oposição veio do membro do Parlamento Provincial Elmer Sopha que foi contra a bandeira, argumentando que ela não refletia os caracteres diversos de Ontário e que ela era "uma bandeira de vingança" contra a nova bandeira nacional. No entanto, ele só foi apoiado por um outro membro, Leo Troy, em votação contra a bandeira, que foi aprovada pela Assembléia Legislativa de Ontário em 17 de março.
A Bandeira de Manitoba foi adotada sob circunstâncias semelhantes.